# М'якіші
М'якіші́ (рос. Мякиши) — село у складі Верхошижемського району Кіровської області, Росія. Адміністративний центр М'якішинського сільського поселення.
Населення становить 483 особи (2010, 609 у 2002).
Національний склад станом на 2002 рік — росіяни 97 %.